# Luchthaven Ahe
Luchthaven Ahe is een vliegveld op Ahe, een atol in Frans-Polynesië.

## Maatschappijen en bestemmingen
- Air Tahiti (Manihi, Tahiti)